# Effet de quartier
L'effet de quartier, aussi appelé effet de voisinage, (en anglais neighbourhood effect) est un concept utilisé dans les sciences sociales qui désigne l'effet, qu'il soit direct ou indirect, positif ou négatif, du voisinage (ou plus généralement du quartier) sur les comportements individuels.
Phénomène connu dès le milieu du 19e siècle, il ne fait l'objet que de rares travaux jusque dans les années 1950, à l'exception des recherches de l'école de Chicago durant l'entre-deux-guerres, notamment leur étude de la ville de Chicago. Il connaît un surcroît d'intérêt durant les années 1970 puis, depuis le milieu des années 1990, il est associé à de plus en plus de recherches. Cette approche devient notamment populaire après la publication de l'ouvrage The Truly Disadvantaged de William Julius Wilson en 1987, où l'auteur soutient que vivre dans un quartier pauvre peut avoir de sérieux impacts sur les revenus, l'usage de drogues ou la violence chez un individu.

## Histoire
Les effets de quartier sont une thématique de recherche récente en sciences sociales mais qui suscite néanmoins un intérêt grandissant depuis une vingtaine d’années. Traitée sporadiquement depuis le début de la sociologie américaine, notamment dans la sociologie urbaine de l’école de Chicago, c’est la rencontre de trois courants de recherche au tournant des années 1990 qui va tracer les contours d’une thématique aujourd’hui courante et largement documentée.
Les deux ouvrages de William Julius Wilson et de Douglas S. Massey et Nancy A. Denton, The Truly Disadvantaged et American Apartheid,  sur la formation d’une underclass américaine constituent la première et principale des trois influences originelles des effets de voisinage,. Le livre de Wilson insiste sur l’apparition d’une nouvelle classe sociale, l’underclass, concentrée dans les centres-villes (inner-city) où les taux de chômage sont très élevés. À la fin des années 1970, la désindustrialisation de l’économie favorise la disparition des emplois faiblement qualifiés. Dans le même temps, les opportunités d’emplois qualifiés se délocalisent en bordure des villes, et avec elles les classes moyennes et supérieures. Subsiste alors au cœur des villes une classe d’individus souffrant d’un mauvais appariement spatial (en) entre leur lieu de résidence et les opportunités d’emploi et favorisant le chômage. Cet abandon des centres-villes a donc précipité l’accroissement de la pauvreté et favorisé une stigmatisation de ces quartiers, qui deviennent alors des facteurs directs d’inégalités. Inscrites dans un contexte national de forte ségrégation raciale, les analyses qui ont suivi l’ouvrage de Wilson se sont principalement intéressées aux quartiers défavorisés et fortement ségrégués,. Parmi elles, l’ouvrage de Douglas S. Massey et Nancy A. Denton, American Apartheid, eu un retentissement immédiat et significatif. Reprenant le concept d’underclass, les auteurs soutiennent que la concentration de la pauvreté dans les centres-villes n’est pas uniquement le produit d’une segmentation sociale des activités économiques, mais qu’elle est également due à la segmentation raciale des marchés immobiliers et à la ségrégation raciale. Malgré ces légères divergences théoriques, ces deux ouvrages exposent la relation étroite entre pauvreté et relégation spatiale, et plus généralement les effets pervers de la concentration spatiale, à l’origine d’une classe sociale dont l’isolation favorise la pauvreté. En introduisant le contexte spatial dans l’étude de l’émergence de la pauvreté, les trois auteurs ont ouvert la voie à de nouvelles recherches sur l’importance de l’environnement dans la formation des inégalités sociales et réconcilié les théories de la stratification sociale avec celles de la ségrégation résidentielle.
Les travaux de psychologie, initiés notamment par Urie Brofenbrenner et Jonathan Crane, constituent une deuxième influence théorique des écrits sur les effets de voisinage. D’un côté, le modèle écologique du développement humain de Brofenbrenner insiste sur l’importance de l’environnement dans la construction et le développement des individus. De l’autre, Jonathan Crane soutient l’idée que les problèmes sociaux se répandent via l’influence des groupes de pairs, à la manière d’une contagion. Dans la lignée des travaux de Brofenbrenner, une importante partie des textes traitant des effets de voisinage s’est focalisée sur la socialisation résidentielle et la place du voisinage dans le développement des enfants et des adolescents résidant dans les quartiers pauvres et ségrégués des centres-villes américains.
Enfin, les travaux de Robert Putnam sur la notion de capital social ont influencé de nombreuses études traitant des effets de voisinage. Pour Putnam, le capital social, qu’il définit comme un ensemble de « caractéristiques de l’organisation sociale, comme les réseaux de connaissance, les normes, et la confiance et qui facilite la coordination et la coopération pour un bénéfice mutuel », est à la base de l’efficacité collective (collective efficacy). Il peut produire des effets bénéfiques pour qui en use judicieusement, mais à l’inverse peut avoir des effets pervers pour ceux qui en sont faiblement pourvus.
L’ensemble de ces travaux ont fait de l’environnement spatial une composante nécessaire à l’étude des comportements humains et des positions sociales, et ont pourvu par la suite les cadres d’analyse à partir desquels de futures études ont été menées.

## Fondements théoriques

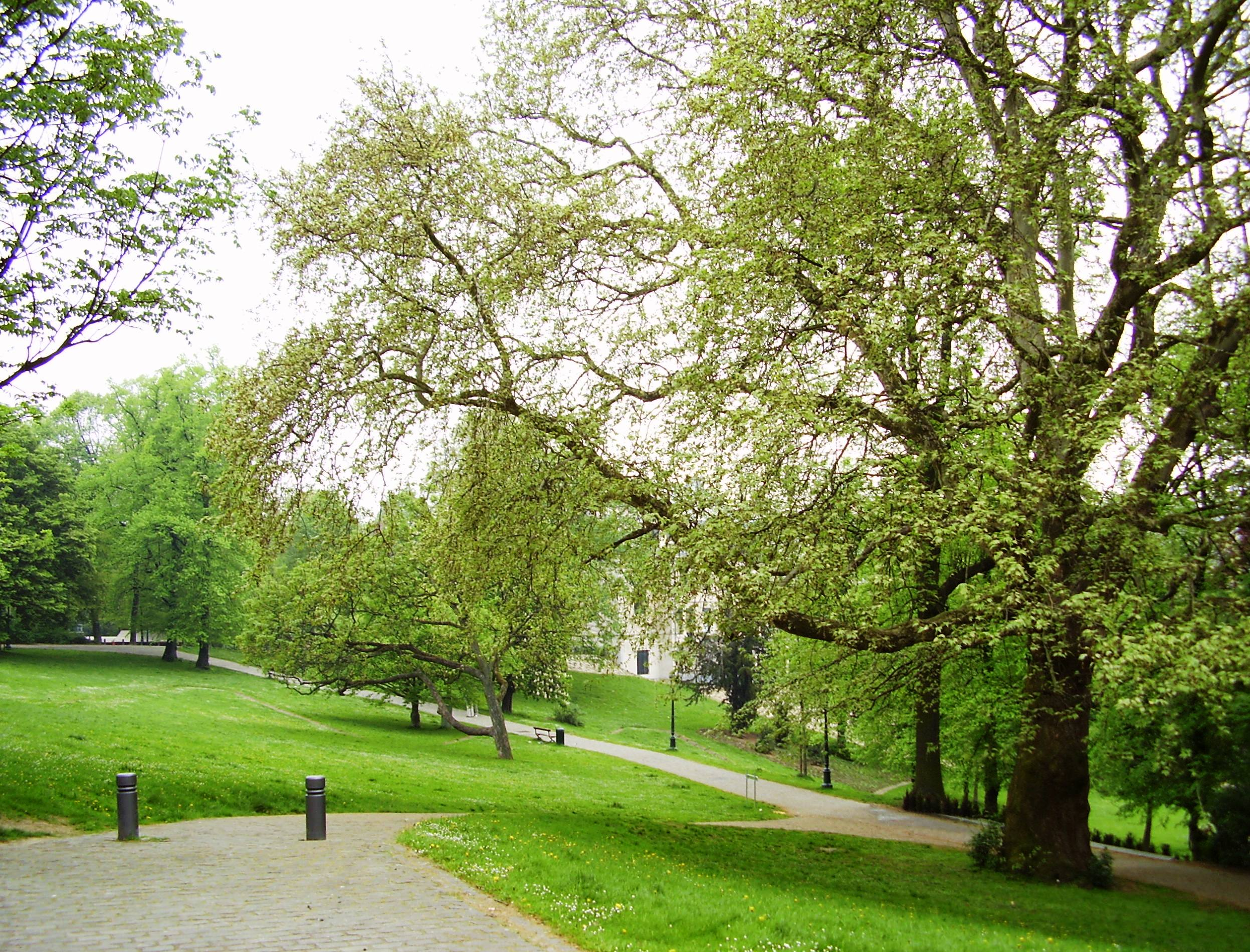
La présence de parcs dans le voisinage est un des facteurs explicatifs des effets de quartiers.

Christopher Jencks et Susan E. Mayer ont, dans un article traitant des conséquences sociales de la socialisation résidentielle, explicité l’ensemble des mécanismes propres au lieu de résidence pouvant affecter les comportements individuels. Ils exposent cinq facteurs : 
1. L’accès aux ressources publiques (parcs, bibliothèques, etc.) ;
2. La socialisation collective, c’est-à-dire l’organisation sociale du quartier et l’importance des modèles à suivre ;
3. La socialisation par les pairs, qui suppose que les comportements délinquants des pairs ont une forte influence sur le comportement de l’individu,
4. La concurrence entre les habitants du quartier pour des ressources publiques et communautaires rares,
5. La frustration relative, c’est-à-dire le fait que le quartier affecte l’individu en fonction de l’évaluation de sa propre condition par rapport aux autres habitants du quartier.

Les trois premières théories prévoient que résider dans un quartier aisé est profitable pour des ménages pauvres, tandis que les théories de la concurrence et de la frustration relative mènent à la prédiction contraire. À ces cinq éléments d’explications, Ingrid G. Ellen et Margery A. Turner ajoutent l’isolation économique, c’est-à-dire la proximité et l’accessibilité aux opportunités d’emploi. Ils s’inspirent en cela de la théorie de l’appariement spatial (spatial mismatch).
Tyler Cowen montra similairement le caractère statique (stasis) que prennent les États-Unis depuis une trentaine d'années en matière démographique : les quartiers des différentes métropoles américaines tendent à la ségrégation ethnique et économique, ce qui favorise la reproduction sociale. Cette ségrégation par revenu (income segregation) est accentuée par le refus de la part des collectivités de construire certains programmes résidentiels dans les grandes villes, ce qui pousse les moins favorisés à l'extérieur des agglomérations et réduit leurs chances de trouver un emploi. La croissance agrégée des USA aurait été ainsi réduite de 36% entre 1964 et 2009 en raison de ces restrictions à la construction.
De manière générale, comme le souligne Xavier de Souza Briggs, deux conceptions des effets de voisinage se dessinent : la première « met l’accent sur les interactions sociales, en définissant les quartiers (communities) comme des mondes sociaux. L’autre envisage plutôt le contexte du quartier (community context) comme une localisation, qui impliquerait un accès spatial à des ressources politiques et économiques [...] mais n’exigerait pas d’engagement signifiant vis-à-vis du voisinage ni d’influence sociale de celui-ci ».
Le premier courant considère le quartier comme un lieu de socialisation et souligne l’importance des normes et des interactions dans le développement des individus. Le modèle de contagion développé par Jonathan Crane s’inscrit dans cette perspective en expliquant que la concentration des problèmes sociaux dans les ghettos américains naît de l’influence de comportements déviants de certains sur le comportement des autres. Cette théorie insiste sur l’importance des pairs et des rôles modèles, à l’origine de la contagion. 
Néanmoins, la socialisation par les pairs peut également avoir un effet bénéfique sur les comportements individuels, notamment dans les quartiers plus riches : les enfants sont incités à bien travailler à l’école et ne sont pas confrontés à la délinquance juvénile, tout comme les adultes qui sont encouragés à avoir une vie stable. De même, les modèles théoriques de socialisation collective soutiennent l’idée que le comportement des enfants et des adolescents tient en partie de ceux qu’ils élèvent en exemple. Les rôles modèles, dont il est supposé qu’ils appartiennent à la communauté du quartier, sont alors à l’origine de comportements tout aussi bien salutaires que néfastes pour ceux sur qui ils exercent une influence. La socialisation collective renvoie également à la notion d’« efficacité collective » (collective efficacy) et de capital social (au sens de Robert Putnam), c’est-à-dire aux externalités positives d’une communauté locale soudé. La formation d’un capital social au sein d’un quartier facilite alors la constitution de réseaux sociaux denses qui peuvent permettre une meilleure mise en relation des opportunités d’emplois avec les habitants du quartier. Dans les quartiers où la ségrégation raciale est importante, le capital social peut alors servir de premier élément d’intégration dans la société d’accueil pour les nouveaux arrivants. Enfin, les modèles de frustration relative, inspirés des théories de Ted Gurr, supposent que les individus ont une meilleure confiance en eux lorsqu’ils vivent dans un quartier dont les habitants ont un statut socioéconomique similaire au leur.
Le deuxième courant n’envisage plus le quartier comme un ensemble de relations sociales mais comme un espace, un lieu, dont les ressources peuvent profiter à ses habitants. Cette approche s’inscrit plus dans une démarche économique des effets de voisinage, notamment parce qu’elle met en avant le mauvais appariement spatial comme source des inégalités sociales. En effet, celui-ci peut faciliter le précarité de l’emploi pour ceux qui le subissent. De même, une densité importante de ressources publiques dans un quartier peut favoriser le bien-être et améliorer les conditions de vie de ses habitants.

## Démarches empiriques
La thématique des effets de voisinage a donné naissance à une littérature féconde et prolifique et a encouragé la mise en place de politiques publiques de grande envergure mettant en application les préceptes théoriques des effets de voisinage. Néanmoins, malgré la diversité des déterminants étudiés, la nature des effets de voisinage reste à expliciter. La majorité des études ne remet pas en cause l’existence même des effets de voisinage, mais souligne leur aspect secondaire par rapport aux capitaux économique, culturel et scolaire des individus ou de leur famille.
Les études traitant des effets de voisinage se sont intéressés à de nombreuses caractéristiques individuelles. Un premier ensemble de travaux s’est focalisé sur les problèmes sociaux, : la criminalité, les naissances hors-mariages, la consommation de drogues, la dépression, les comportements antisociaux, la violence parentale, etc. Un autre champ de recherche s’est intéressé aux questions de santé, : l’obésité, les maladies cardiaques, les cancers, etc. Un troisième pôle de recherche concerne les problématiques éducatives, : la réussite et le retard scolaire, l’accès aux universités, la ponctualité, etc. Enfin, un dernier s’intéresse à des caractéristiques économiques comme le salaire ou le chômage.
Aux États-Unis, les deux programmes de grande envergure Gautreaux et Moving to Opportunity (MTO) favorisant la mobilité résidentielle des ménages pauvres ont permis l’étude fine de la relation entre le lieu de résidence et la réussite sociale. Conduits dans les années 1970 à Chicago pour le premier et dans les années 1990 dans plusieurs villes américaines pour le second, ces projets s’inscrivent dans les politiques de déségrégation des centres-villes et proposent à des ménages vivant dans ces quartiers de déménager dans des zones ayant un faible taux de pauvreté. Malgré l’important investissement fédéral pour de tels programmes, leur efficacité ne fait pas consensus et plusieurs études arrivent à des conclusions divergentes,,.